# Jurkowice (województwo pomorskie)
Jurkowice (niem. Jurgensdorf) – wieś w Polsce w województwie pomorskim, w powiecie sztumskim, w gminie Stary Targ przy drodze wojewódzkiej nr 515, nad strugą Młynicą. Podzielona jest na trzy – oddalone od siebie o kilka kilometrów – części: Jurkowice (zwane także Jurkowice Wieś), osadę Jurkowice Pierwsze i przysiółek Jurkowice Drugie. Wieś jest siedzibą sołectwa Jurkowice, w którego skład wchodzą również przysiółki Igły i Łabuń.
| SIMC    | Nazwa              | Rodzaj     |
| ------- | ------------------ | ---------- |
| 0157316 | Igły               | przysiółek |
| 0157339 | Jurkowice Drugie   | przysiółek |
| 0157322 | Jurkowice Pierwsze | osada      |
| 0157345 | Łabuń              | przysiółek |

Wieś powstała w XIII wieku. Zachował się pierwotny układ przestrzenny ulicówki. Miejscowość była wsią włościańską. Jej kolejnymi nazwami były Jorgesdorff, Jörgensdorf i Jurgensdorf/Görgensdorf. Wieś królewska położona była w I Rzeczypospolitej w województwie malborskim. Na początku XVII wieku zaginął jej stary przywilej lokacyjny, po czym w 1641 starosta sztumski Zygmunt Guldenstern lokował wieś (a także kilka innych) na prawie chełmińskim. W XIX wieku miejscowość zamieszkiwało ponad 300 osób (głównie katolików, częściowo także ewangelików). Znajdowały się tam cmentarz i szkoła. Zachowało się kilka budynków z przełomu XIX i XX wieku.
W latach 1945–1975 miejscowość administracyjnie należała do województwa gdańskiego, a w latach 1975–1998 do województwa elbląskiego.